# Zgodovina čigunga
Zgodovina čigunga je zgodovina o vadbi čigunga, kitajski telesni in duševni vadbi, ki temelji na zaporedju določenih gibov oziroma drž, na meditaciji ter dihalnih tehnikah. Zgodovina čigunga se je pričela že pred več kot 4.000 leti in je povezana z jidžingom, tradicionalno kitajsko medicino, daoizmom, konfucionizmom, budizmom in s kitajskimi borilnimi veščinami. 

## Izvori
Po pisni kitajski tradiciji naj bi čigung oblikoval legendarni Rumeni cesar (2696–2598 pr.n.š.), ki naj bi ga opisal v klasičnem delu  Huangdi nejđing. Kitajski učenjaki pa šele Konfucija in Mengdzija štejejo med ustanovitelje študija čigunga.
Toda arheološki dokazi kažejo, da so se prve oblike čigunga pojavile v meditativni in telesni praksi starih šamanov (vuśi 巫覡). V 3. tisočletju pr.n.š. se qigong postopoma že razvije v dodelane vaje za kultiviranje telesa in uma. Šamansko obredje in šamanske ideje so postopoma dobile bolj formalno podobo v daoizmu in tudi v tradicionalni kitajski medicini.

## Klasični čigung
V sledečih stoletjih se je čigung razvijal na osnovi tradicionalne kitajske medicine, daoizma, konfucionizma, pa tudi kitajskega budizma in kitajskih borilnih veščin. Daoistična besedila, ki jih pripisujejo Laodziju  ("Lao Tzu", ca. 400 pr.n.š.) in Džuangdziju  ("Chuang Tzu", ca. 300 pr.n.š.),  gotovo opisujejo tudi čigung. 
Svilni teksti iz Mavangduja iz leta 168 pr.n.š. opisujejo  zaporedje vaj daojina (導引), kot so tedaj imenovali telesne čigung vaje. Že v 3. stoletju pr.n.š. je prvič omenjena vadba zdravilnih zvokov. V času dinastije dinastije Han  so na Kitajskem že poznali celo vrsto različnih vaj čigunga, okrog leta 300 n.š. pa je daoistični zdravnik Hua Tuo razvil vaje Posnemanja petih živali (vućinśi), ki so dobro poznane še danes. Okrog leta 600 n.š. je Dži Džvan posamezne zdravilne zvoke tudi omenil kot Śu, Ke, Hu, Si, Hui in Hu.
Ko je na Kitajsko prišel budizem, ki je na osnovi joge izdelal lastne tehnike za kultiviranje telesa in duha, so bile nekatere od teh praks prevzete tudi na Kitajskem in združene s staro kitajsko tradicijo. Tako je nastala tradicija budističnega čigunga.  Po starem izročilu naj bi budistični čigung vrhunec razvoja doživel s pojavom čan (禪) budizma v 5. ali 6. stoletju n.š., ko naj bi Bodhidharma v samostanu Šaolin ustvaril vaje jidžindžing (Spreminjanje mišic/kit). Džidžindžing  se je postopoma uveljavil kot skrivna metoda pri pouku šaolinskega Kung Fuja. Toda sodobne raziskave kažejo, da najstarejša pisna omemba jidžindžing izhaja šele iz leta 1827, in da se je morda oblikoval šele v 17. stoletju. Raziskave so tudi pokazale, da številna besedila iz šaolinskega templja, ki govorijo o borilnih veščinah, pred 19. stoletjem sploh ne omenjajo Bodhidharme. Po drugi strani se zdi, da se je Yi jin jing oblikoval pred nastankom Osmih kosov brokata (badvanđin), ki je v arhaični obliki omenjen že v besedilu iz leta 1150. Bodhidharma naj bi po tradiciji razvil tudi vaje za spiranje kostnega mozga (Śisviđing), ki naj krepile telo in kri in posamezniku omogočale dosego razsvetljenja.
Kakorkoli že, v srednjem veku se pojavijo tudi borilne veščine, ki so pogosto povezane s čigungom. Mnoge od teh veščin izvirajo iz daoistične ali budistične tradicije. Tako npr. Tajdžičvanu pogosto pripisujejo daoistični izvor. Čeprav jim tradicija v glavnem pripisuje večjo starost, pa so se mnoge oblike borilnih veščin, ki hkrati predstavljajo obliko čigunga, razvile šele pred nekaj stoletji, npr. tajdžičvan (okrog 1665), śingji (17. stoletje) in bagvadžang (18. ali 19. stoletje).
Tekom časa se je v različnih segmentih kitajske družbe torej razvila množica različnih oblik čigunga, v tradicionalni kitajski medicini iz preventivnih in kurativnih razlogov, v konfucijanstvu za dolgo življenje in boljšo moralo, v daoizmu in budizmu kot del  meditativne prakse, in v kitajskih borilnih veščinah z namenom povečati sposobnosti za boj. Sodobni čigung odseva različne in včasih ločene tradicije, predvsem pa daoistično meditativno prakso "notranje akimije" (nejdan 內丹术), staro meditativno prakso "kroženja či" (śingći 行氣), "stoječo meditacijo" (džandžvang 站桩) ter počasno telovadbo z dihanjem (daojin 導引). Tradicionalno se je znanje o čigungu prenašalo s strani usposobljenega mojstra na izbrane učence v elitni neprekinjeni verigi, s tipično skrivnim in ezoteričnim znanjem o vadbi in s poudarkom na ustni predaji znanja.

## Soočenje z vplivi zahodne civilizacije
Od 16. stoletja naprej so se pod težo širjenja idej, tehnologije in kulture iz zahodne civilizacije kitajske vrednote pričele spreminjati. Predvsem v zadnjem obdobju dinastije Čing (1644–1912) sta se tradicionalna kitajska filozofija in kultura  znašli pod vprašajem. Tudi medicino so pod vtisom večje učinkovitosti zahodne medicine ponovno prevrednotili. Spor med zahodnimi in vzhodnajškimi pristopi je vrhunec dosegel z nastopom republikanskega obdobja. Vse večji deli kitajske družbe so pričeli odkrito napadati stare kitajske filozofije kot sta daoizem in konfucionizem, hkrati pa so zagovarjali prevzemanje zahodnih načel. Na drugi strani so kitajski nacionalisti pričeli poudarjati omejenost zahodne družbe in uspešnost tradicionalne kitajske medicine in čigunga, posledično pa se je povečalo število publikacij o čigungu, ki je prvič postal dostopen širokim množicam.

## Čigung v komunistični Kitajski
Od konca štiridesetih let in skozi petdeseta leta 20. stoletja si je komunistična oblast na kitajski celini prizadevala,  da bi različne tradicije čigunga integrirala v en sam skladen sistem, ki bi slonel na trdnih znanstvenih temeljih.  Komunisti kitajski tradiciji niso zaupali, toda v času prvih sovjetov in dolgega pohoda so se morali zanašati na pomoč tradicionalne kitajske medicine in čigunga. Ko se je leta 1947 neki partijski funkcionar ozdravil s pomočjo čigunga, so komunisti pričeli uporabljati stare tradicionalne vaje, ki so jih skušali očistiti starega vraževerja, že leta 1949 pa so komunisti skovali ime čigung.
V prvih letih komunistične oblasti je bilo na Kitajskem le 12.000 usposobljenih zdravnikov po standardih zahodne medicine v nasprotju s 400.000 zdravniki tradicionalne kitajske medicine.  V tem času je kitajski zdravnik Liu Gvidžen (劉貴珍) (1920–83) izdal knjigo z naslovom Či gung liaofa šijan (氣功療法實驗), da bi sisteme čigunga opredelil brez religiozne in filozofske interpretacije, in izkazalo se je, da je takšen pristop sprejemljiv tudi za komunistično oblast na Kitajskem. Liuguizhen je leta 1954 v letovišču Bejdahe odprl prvo bolnišnico, ki je uporabljala čigung.
V času Velikega skoka naprej (1959-1961) je čigung krepil svoj vpliv, že pred nastopom kulturne revolucije (1966–1976) in v njenem času pa je čigung za krajši čas doživel krizo, saj so ga povezovali z vraževerjem ali pa z ostanki fevdalizma. in je bil prepovedan. Po koncu kulturne revolucije se je okrog leta 1979 za qigong pričelo zelo ugodno obdobje. Popularnost čigunga je hitro naraščala v obdobju vladavine Deng Śjaopinga in Džjang Dzemina v sedemdesetih, osemdesetih in devetdesetih letih 20. stoletja, ko se je po splošnih ocenah s čigungom ukvarjalo med 60 in 200 milijoni Kitajcev  in morda več kot petina urbanega kitajskega prebivalstva.  Kitajsko je zajela prava čigung vročica, tako da sta se največji čigung gibanji -falungung in džunggung- po številu članov skoraj lahko kosala s članstvom komunistične partije.
Leta 1999 se je kitajska oblast odločila narediti konec širjenju tradicionalističnih oblik morale, spiritualizma in misticizma, zato je postrožila nadzor nad vadbo čigunga, skupine kot so falungung ali pa džunggung so postale prepovedane in sledilo je celo grobo preganjanje gibanja falungung. Leta 2000 je bila ustanovljeno Zduženje čigunga, da bi uredili področje čigunga.

## Čigung po svetu
Preko kitajske diaspore, turizma na Kitajskem in globalizacije se je prakticiranje čigunga razširilo tudi po svetu. Izven Kitajske praktikanti lahko vadijo tudi oblike čigunga, katerih vadba je na Kitajskem prepovedana. Tudi danes praktikanti izvirajo iz različnih okolij in čigung prakticirajo iz različnih vzrokov: nekateri za rekreacijo, drugi za preventivno medicino, samozdravljenje, samo-kultiviranje, meditacijo ali pa za izboljšanje borilne veščine.